# Alytus
Alytus er en by i det sydlige Litauen på bredden af Nemunas med et indbyggertal på 63.651(2011). Byen er hovedsæde for Alytus bykommune og Alytus apskritis og centrum i den historiske landsdel Dzūkija. Hovedvejene, der forbinder Vilnius, Kaunas, Lazdijai, og Grodno i Hviderusland går igennem Alytus. Afstanden til Kaunas er 70 km og afstanden til Vilnius er 105 km.

## Etymologi
Navnet er afledt af den litauiske hydronym Alytupis. På andre sprog er navnenet på byen bl.a. tysk: Aliten eller Olita, polsk: Olita, russisk: Алитус tr. Alitus, hviderussisk: Алітус tr. Alitus, jiddisch: אליטע tr. Alite, lettisk: Alita.

## Historie
Den første historiske optegnelser af Alytus går tilbage til 1377, hvor byen blev nævnt i Wigand af Marburgs krønikke under navnet Aliten. Ifølge krøniken havde stedet en lille træfæstning, der bevogtede den litauiske grænse mod Den Tyske Orden. Fortet og den omgivende landsby voksede gradvist, trods den ofte var mål for angreb af både litauere og ordenen. Melno traktaten efterlod byen på den Tyske side af grænsen, men blev generobret af Litauen kort efter. Den 15. juni, 1581 gav storfyrsten af Litauen og konge af Polen Stefan Báthory byen Magdeburgrettigheder. Tildelingen bliver fejret som Alytus fødselsdag.
Indtil delingen af den polsk-litauiske realunion var byen en del af Trakai voivodeskab i storfyrstendømmet Litauen og centrum for handel på Nemunasfloden, der var den vigtigste eksportrute fra det egentlige Litauen. Ved den tredje deling af Polen og Litauen i 1795 blev byen delt mellem det russiske imperium og Kongeriget Preussen. Under Napoleonskrigene, efter Tilsittraktaten blev den vestlige del afstået til hertugdømmet Warszawa. Efter Wienerkongressen blev byen en del af efterfølgende kongerige Polen. Selv om staten var bundet af en personlig union med Rusland, forblev de to dele af byen fuldstændig adskilte indtil januar opstanden i 1863. Efter opstanden ophørte autonomien af Polen, men de to dele af byen blev fortsat styret separat.
I slutningen af 1800-tallet blev byen indlemmet i en kæde af russiske befæstede garnisoner langs grænsen til Østpreussen. Alytus blev forbundet med en jernbane og en ny vej, samtidigt byggede de tsaristiske myndigheder flere barakker og en ortodoks kirke (senere omdannet til en katolsk kirke). På trods af de russiske befæstninger lykkedes det Centralmagterne at indtange byen intakt uden kampe under første verdenskrig. I 1915 blev byen en del af Ober Ost og de to dele af byen blev forenet for første gang siden 1795.
Efter afslutningen af første verdenskrig var området anfægtet af de nyligt uafhængige stater, Polen og Litauen, med den faktiske kontrol var i hænderne hos den tyske hær stationeret i området. Da tyskerne trak sig ud i begyndelsen af 1919, tog den Røde Hær kontrol over byen. Den 12. februar 1919 blev byen kampplads for den første træfning mellem russerne og de litauiske styrker, som i sidste ende tog kontrol over det. Siden da har byen været en del af Republikken Litauen.
Efter invasionen af Polen under anden verdenskrig oprettede nazi-Tyskland en stor krigsfangelejr for polske soldater i byen. Efter den tyske besættelse af byen i 1941, blev lejren omdannet til en fangelejr for sovjetiske soldater (Stalag 343). I den nærliggende skov, Vidzgiris, myrdede nazisterne omkring 60.000 mennesker, hovedsageligt jøder fra de nærliggende byer i det besatte Polen og Litauen.

## Kultur
Alytus var vært for en "Kunst Strike biennale" den 18.-24. august, 2009, som sidestykke til Kulturhovedstad arrangementet i Vilnius. Bienalen omfattede en demonstration og en tresidet fodboldkamp. Alytus multiarena er blevet renoveret for at huse gruppe Cs kampe under Eurobasket 2011.

## Sport
Alytus har to fodboldklubber, der spiller i den Pirma lyga, DFK Dainava og FA Dainava (fodboldakademi).
- Alytaus centrinis stadionas;
- Dainavos progimnazijos stadionas.

## Alytus venskabsbyer
Alytus har 14 venskabsbyer:
| - Berdychiv, Ukraine - Botkyrka, Sverige - Cēsis, Letland - Choszczno, Polen | - Giżycko, Polen - Lida, Hviderusland - Mandal, Norge - Næstved, Danmark | - Opole, Polen - Ostrołęka, Polen - Petrozavodsk, Rusland - Rouen, Frankrig | - San Martín, Argentina - Suwałki, Polen |

## Galleri
- Alytus om vinteren
- Nemunas floden nær Alytus